# Вяжевское сельское поселение
Вяжевское се́льское поселе́ние — муниципальное образование в Новосильском районе Орловской области Российской Федерации.
Административный центр — село Вяжи-Заверх.

## История
Статус и границы сельского поселения установлены Законом Орловской области от 3 сентября 2004 года № 425-ОЗ «О статусе, границах и административных центрах муниципальных образований на территории Новосильского района Орловской области»

## Население
| 2010 | 2012 | 2013 | 2014 | 2015 | 2016 | 2017 |
| ---- | ---- | ---- | ---- | ---- | ---- | ---- |
| 592  | ↘571 | ↘550 | ↘533 | ↘511 | ↘508 | ↘499 |
| 2018 | 2019 | 2020 | 2021 | 2023 |      |      |
| ↘485 | ↘484 | ↗487 | ↘451 | ↘442 |      |      |

## Состав сельского поселения
| № | Населённый пункт | Тип населённого пункта       | Население |
| - | ---------------- | ---------------------------- | --------- |
| 1 | Бедьково         | село                         | ↘7        |
| 2 | Вешки            | посёлок                      | 1         |
| 3 | Вяжи-Заверх      | село, административный центр | ↘279      |
| 4 | Вяжи-Заречье     | село                         | 17        |
| 5 | Задушное         | село                         | ↘249      |
| 6 | Измайлово        | село                         | ↘39       |